# Prix Flaiano
Les prix Flaiano (italien : Premio Flaiano) sont des récompenses décernées chaque année depuis 1974. Elles concernent une série de prix qui portent le nom d'Ennio Flaiano.
Ces distinctions concernent des manifestations et événements du cinéma, théâtre, littérature et spectacles de télévision.
La manifestation est née en 1974 d'après l'initiative d'Edoardo Tiboni et se déroule annuellement au Teatro monumento Gabriele D'Annunzio à Pescara.

## Liste de principaux prix
Les prix ne sont pas attribués tous les ans.

### Prix de la réalisation
- 1985 : François Truffaut
- 1989 : Giuseppe Tornatore, Francesca Archibugi
- 1990 : Krzysztof Kieślowski
- 1994 : Liliana Cavani
- 1996 : Peter Greenaway, Jiří Menzel
- 1997 : Aki Kaurismäki, Gabriele Salvatores
- 1998 : Davide Ferrario, Pasquale Squitieri
- 1999 : Giuseppe Piccioni, Michele Placido, Luciano Ligabue (réalisateur débutant)
- 2000 : Jean-Pierre et Luc Dardenne, Roberto Faenza, Fernando Pérez Valdés, Silvio Soldini
- 2001 : Ferzan Özpetek (Tableau de famille)
- 2002 : István Szabó (Taking sides, le cas Furtwängler)
- 2003 : Riccardo Milani (Il posto dell'anima)
- 2005 : Gabriele Salvatores (Quo Vadis Baby?)
- 2006 : Kim Rossi Stuart (Anche libero va bene)
- 2007 : Ferzan Özpetek (Saturno contro)
- 2008 : Anna Negri (Riprendimi)
- 2009 : Marco Risi (Fortapàsc)
- 2010 : Giorgio Diritti (L'Homme qui viendra)
- 2011 : Jean-Pierre et Luc Dardenne (Le Gamin au vélo)

### Prix de mise en scène
- 1974 : Simonetta Felli, Giuseppe Recchia
- 1978 : Sergio Amidei, Jean-Claude Carrière
- 1979 : Cesare Zavattini, Aleksander Ścibor-Rylski
- 1980 : Age e Scarpelli, Jean-Loup Dabadie
- 1981 : Leo Benvenuti e Piero De Bernardi, Jean Gruault
- 1982 : Harold Pinter, Rodolfo Sonego
- 1983 : Tullio Pinelli, Rafael Azcona
- 1984 : Ennio De Concini, Ruth Prawer Jhabvala
- 1985 : Ruggero Maccari, Éric Rohmer
- 1986 : Ugo Pirro, Aleksander Mindadze
- 1987 : Enrico Medioli, Aída Bortnik
- 1988 : Tonino Guerra, Peter Handke
- 1989 : Bernardino Zapponi, David Hare
- 1990 : Vincenzo Cerami, Krzysztof Piesiewicz, Krzysztof Kieślowski
- 1991 : Nicola Badalucco, Alexander Adabajan
- 1993 : Umberto Marino
- 1996 : Ugo Chiti
- 1997 : Sandro Petraglia, Stefano Rulli
- 1999 : Vincenzo Cerami, Roberto Benigni
- 2000 : Doriana Leondeff
- 2001 : Furio Scarpelli, Ettore Scola, Giacomo Scarpelli, Silvia Scola (Concurrence déloyale)
- 2002 : Ronald Harwood (Taking sides, le cas Furtwängler)
- 2003 : Niccolò Ammaniti (L'Été où j'ai grandi)
- 2004 : Per Fly (L'eredità)
- 2005 : Giuseppe Rocca in collaborazione con Antonietta De Lillo, Laura Sabatino (Il resto di niente)
- 2007 : Saverio Costanzo (In memoria di me)

### Prix à la carrière
- 1990 : Gabriele Ferzetti
- 1991 : Paolo Taviani et Vittorio Taviani
- 1992 : Alberto Sordi
- 1993 : Suso Cecchi D'Amico, Ben Gazzara, Alberto Lattuada, Giovanna Ralli
- 1994 : Carlo Ludovico Bragaglia, Mario Monicelli, Margarethe von Trotta
- 1995 : Virna Lisi, Penny Marshall, Ettore Scola, Armando Trovajoli
- 1996 : Piero Piccioni, Alida Valli, Luciano Vincenzoni, Franco Zeffirelli
- 1997 : Tonino Delli Colli, Gina Lollobrigida, Ennio Morricone, Liv Ullmann
- 1998 : Claudia Cardinale, Manoel de Oliveira, Carlo Lizzani, Ken Loach, Carlo Rustichelli
- 1999 : Alain Delon, Francesco Maselli, Giuseppe Rotunno
- 2000 : Michelangelo Antonioni, Franco Di Giacomo, Nicola Piovani, Turi Vasile, Billy Wilder
- 2001 : Jean-Jacques Annaud, Nino Manfredi, Giuliano Montaldo
- 2002 : Marco Bellocchio, Dino De Laurentiis, Giancarlo Giannini, Hanna Schygulla, Vittorio Storaro, Krzysztof Zanussi
- 2003 : Theo Angelopoulos, Costa Gavras, Andrei Konchalovsky
- 2004 : Luis Bacalov, Abel Ferrara
- 2005 : Bruno Bozzetto
- 2006 : Riz Ortolani
- 2007 : Dario Argento, Kabir Bedi, Willem Dafoe, Stefania Sandrelli
- 2008 : Lina Wertmüller, Eldar Ryazanov, Paolo Villaggio
- 2009 : Angela Molina, Pupi Avati
- 2010 : Carlo Vanzina et Enrico Vanzina
- 2011 : Mariano Rigillo

### Prix d'interprétation
- 1983 : Leopoldo Trieste
- 1984 : Marcello Mastroianni
- 1985 : Vittorio Caprioli
- 1986 : Giulietta Masina
- 1987 : Stefania Sandrelli
- 1988 : Monica Vitti
- 1989 : Ornella Muti, Paolo Villaggio, Elena Sofia Ricci, Sergio Castellitto
- 1990 : Massimo Troisi, Nastassja Kinski
- 1991 : Fabrizio Bentivoglio, Nancy Brilli
- 1992 : Diego Abatantuono, Margherita Buy
- 1993 : Francesca Neri, Tilda Swinton, Carlo Verdone
- 1994 : Asia Argento, Pierre Arditi, Sabine Azéma, Kim Rossi Stuart
- 1995 : Anouk Aimée, Anna Bonaiuto, Massimo Ghini
- 1996 : Valeria Bruni Tedeschi
- 1997 : Claudia Gerini
- 1998 : Giovanna Mezzogiorno, Aitana Sánchez-Gijón
- 1999 : Nicoletta Braschi
- 2000 : Susan Lynch, Licia Maglietta
- 2004 : Stefania Rocca

### Prix d'interprétation féminine
- 1991 : Nancy Brilli (Italia-Germania 4-3)
- 1992 : Margherita Buy (Maledetto il giorno che t'ho incontrato)
- 1993 : Francesca Neri (Al lupo al lupo)
- 1994 : Asia Argento (Perdiamoci di vista)
- 1995 : non attribué
- 1996 : Valeria Bruni Tedeschi (La Seconde Fois)
- 1997 : Claudia Gerini (Sono pazzo di Iris Blond)
- 1998 : non attribué
- 1999 : non attribué
- 2000 : Licia Maglietta (Pain, Tulipes et Comédie)
- 2001 : Giovanna Mezzogiorno (Juste un baiser)
- 2002 : Ann Petersen (Pauline et Paulette)
- 2003 : Emilia Fox (Prendimi l'anima)
- 2004 : Michela Cescon (Primo amore)
- 2005 : Maria De Medeiros (Il resto di niente), Angela Baraldi (interprète débutante pour Quo Vadis Baby?)
- 2006 : Carmen Maura (Volver), Valeria Golino (La guerra di Mario)
- 2007 : Ambra Angiolini (interprete rivelazione per Saturno contro)
- 2008 : Alba Rohrwacher (Riprendimi)
- 2009 : Laura Chiatti (Il caso dell'infedele Klara)
- 2010 : Isabella Ragonese (Dix hivers à Venise)
- 2011 : Donatella Finocchiaro (Sorelle Mai)
- 2012 : Claudia Gerini (Il mio domani e Com'è bello far l'amore)
- 2013 : Cristiana Capotondi (Amiche da morire)
- 2014 : Paola Cortellesi (Sotto una buona stella)

### Meilleure actrice dans un second rôle
- 2001 : Sabrina Impacciatore (Juste un baiser)
- 2002 : Piera Degli Esposti (Le Sourire de ma mère)
- 2003 : Serra Yilmaz (La Fenêtre d'en face)
- 2005 : Erika Blanc (Cuore sacro)

### Prix d'interprétation masculine
- 2001 : Gary Lewis (Billy Elliot)
- 2002 : Sergio Castellitto (Le Sourire de ma mère)
- 2003 : Silvio Orlando (Il posto dell'anima)
- 2004 : Ulrich Thomsen (L'eredità), Giorgio Pasotti (révélation de l'année pour Dopo mezzanotte)
- 2005 : Luca Zingaretti (Alla luce del sole)
- 2006 : Alessandro Morace (interprete rivelazione per Anche libero va bene)
- 2007 : Stefano Accorsi (Saturno contro), Ninetto Davoli (Uno su due)
- 2008 : Riccardo Scamarcio (Colpo d'occhio)
- 2009 : Massimo Ranieri (L'ultimo Pulcinella)
- 2010 : Alessio Boni (Complici del silenzio)
- 2011 : Kim Rossi Stuart (Vallanzasca - Gli angeli del male)
- 2012 : Pierfrancesco Favino (attore dell'anno)

### Meilleur acteur dans un second rôle
- 2002 : Toni Bertorelli (Le Sourire de ma mère)
- 2003 : Nino D'Angelo (Un cœur ailleurs)
- 2009 : Ezio Greggio (Il papà di Giovanna)

### Prix de littérature
- 1976 : Emma Giammattei, Renato Minore
- 1977 : Goffredo Parise
- 1978 : Guido Ceronetti
- 1979 : Mario Praz
- 1980 : Mario Soldati
- 1981 : Roberto Ridolfi
- 1982 : Carlo Betocchi, Pietro Citati
- 1983 : Mimì Zorzi, Gino Bacchetti
- 1984 : Antonio Altomonte, Gesualdo Bufalino
- 1985 : Francesco Burdin, Raffaele La Capria
- 1986 : Piero Chiara, Paolo Barbaro, Mario Rigoni Stern
- 1987 : Gian Luigi Piccioli, Franca Rossi, Gaetano Afeltra
- 1988 : Lorenzo Mondo, Giorgio Soavi
- 1989 : Maria Corti, Fruttero & Lucentini
- 1990 : Luigi Malerba, Claudio Magris
- 1991 : John Banville, Francesca Sanvitale, Antonio Tabucchi, Antonio Cibotto
- 1992 : Peter Handke, Giuliana Morandini, José Saramago
- 1993 : Jean-Marie Gustave Le Clézio, Domenico Rea, Luis Sepúlveda
- 1994 : Manuel Vázquez Montalbán, Marie NDiaye, Giuseppe Pontiggia
- 1995 : Daniele Del Giudice, Allan Folsom, Jostein Gaarder
- 1996 : Enzo Bettiza, Paulo Coelho, Tahar Ben Jelloun, Daniel Pennac, Avraham Yehoshua, Ken Saro-Wiwa (in his memory)
- 1997 : Tom Clancy, Dacia Maraini, Patrick Robinson
- 1998 : Andrea Camilleri, Daniel Chavarría, Ian McEwan
- 1999 : Vincenzo Consolo, Edwidge Danticat, Max Gallo
- 2000 : Alex Garland, Javier Marías, Daniel Picouly, Fabrizia Ramondino
- 2001 : Michèle Desbordes, Patrick McGrath, Roberto Pazzi
- 2002 : Peter Carey, Silvana Grasso, Per Olov Enquist
- 2003 : John Crowley, Antonio Munoz Molina, Harry Mulish, Elisabetta Rasy, Nikolaj Spasskij
- 2004 : Aziz Chouaki, Paolo Di Stefano, David Grossman
- 2005 : Alberto Bevilacqua, Gianni Celati, Dacia Maraini, Raffaele Nigro, Domenico Starnone
- 2006 : Raffaele La Capria, Amara Lakhous, Enrique Vila-Matas
- 2007 : Hisham Matar
- 2008 : Alberto Arbasino, Ismail Kadaré, Alice Munro
- 2015 : Ole Meyer, Giorgio Patrizi

### Super Flaiano de littérature
- 1991 : John Banville
- 1992 : José Saramago
- 1993 : Luis Sepúlveda
- 1994 : Giuseppe Pontiggia
- 1995 : Daniele Del Giudice
- 1996 : Avraham Yehoshua
- 1997 : Carlo Sgorlon
- 1998 : Andrea Camilleri
- 1999 : Edwidge Danticat
- 2000 : Javier Marías, Fabrizia Ramondino
- 2001 : Roberto Pazzi
- 2002 : Per Olov Enquist
- 2003 : John Crowley
- 2004 : Paolo Di Stefano
- 2005 : Raffaele Nigro
- 2006 : Raffaele La Capria
- 2008 : Alice Munro
- 2022 : Valérie Perrin

### Prix du roman
- 1979 : Mario Praz

#### Années 1980
- 1980 : Mario Soldati
- 1981 : Roberto Ridolfi
- 1982 : Carlo Betocchi, Pietro Citati
- 1983 : Mimì Zorzi, Gino Bacchetti
- 1984 : Antonio Altomonte, Gesualdo Bufalino
- 1985 : Francesco Burdin, Raffaele La Capria
- 1986 : Piero Chiara, Paolo Barbaro, Mario Rigoni Stern
- 1987 : Gian Luigi Piccioli, Franca Rossi, Gaetano Afeltra
- 1988 : Lorenzo Mondo, Giorgio Soavi
- 1989 : Maria Corti, Fruttero & Lucentini

#### Années 1990
- 1990 : Luigi Malerba, Claudio Magris
- 1991 : John Banville, Francesca Sanvitale, Antonio Tabucchi, Antonio Cibotto
- 1992 : Peter Handke, Giuliana Morandini, José Saramago
- 1993 : Jean-Marie Gustave Le Clézio, Domenico Rea, Luis Sepúlveda
- 1994 : Manuel Vázquez Montalbán, Marie Ndiaye, Giuseppe Pontiggia
- 1995 : Daniele Del Giudice, Allan Folsom, Jostein Gaarder
- 1996 : Enzo Bettiza, Paulo Coelho, Tahar Ben Jelloun, Daniel Pennac, Avraham Yehoshua, Ken Saro-Wiwa (en mémoire)
- 1997 : Tom Clancy, Dacia Maraini, Patrick Robinson
- 1998 : Andrea Camilleri, Daniel Chavarría, Ian McEwan
- 1999 : Vincenzo Consolo, Edwidge Danticat, Max Gallo

#### Années 2000
- 2000 : Alex Garland, Javier Marías, Daniel Picouly, Fabrizia Ramondino
- 2001 : Michèle Desbordes, Patrick McGrath, Roberto Pazzi
- 2002 : Peter Carey, Silvana Grasso, Per Olov Enquist
- 2003 : John Crowley, Antonio Muñoz Molina, Harry Mulisch, Elisabetta Rasy, Nikolaj Spasskij
- 2004 : Aziz Chouaki, Paolo Di Stefano, David Grossman
- 2005 : Alberto Bevilacqua, Gianni Celati, Dacia Maraini, Raffaele Nigro, Domenico Starnone
- 2006 : Raffaele La Capria, Amara Lakhous, Enrique Vila-Matas
- 2007 : Hisham Matar
- 2008 : Alberto Arbasino, Ismail Kadaré, Alice Munro
- 2009 : Eraldo Affinati

#### Années 2010
- 2010 : Silvia Avallone pour Acciaio (Rizzoli) | traduction française : D'acier (Liana Levi, 2011)
- 2011 : 
  - Margaret Mazzantini pour Nessuno si salva da solo
  - Aurelio Picca pour Se la fortuna è nostra
  - Sandro Veronesi pour XY
- 2012 : Maria Paola Colombo pour Il negativo dell'amore
- 2013 : Marco Balzano pour Pronti a tutte le partenze
- 2014 : Sebastiano Vassalli pour Terre selvagge
- 2015 : Giorgio Patrizi (it) pour Gadda
- 2016 : Jonathan Coe pour Numero undici (Number 11)
- 2017 : Mariano Sabatini (it)  pour L'inganno dell'ippocastano
- 2018 : Andrea Moro (it) pour Il Segreto di Pietramala
- 2019 : Valeria Parrella pour Almarina
- 2020 : ?

### Prix de poésie
- 1986 : Maria Luisa Spaziani
- 1987 : Luciano Luisi
- 1988 : Elio Filippo Accrocca
- 1989 : Pietro Cimatti, Vivian Lamarque, Benito Sablone
- 1990 : Edoardo Albinati, Dario Bellezza, Vico Faggi
- 1991 : Renzo Barsacchi, Isabella Scalfaro, Massimo Scrignòli
- 1992 : Marco Guzzi, Luciano Roncalli, Mario Trufelli
- 1993 : Attilio Bertolucci, Cesare Vivaldi,
- 1994 : Piero Bigongiari
- 1995 : Seamus Heaney
- 1996 : Yves Bonnefoy
- 1997 : Miroslav Holub
- 1998 : Lawrence Ferlinghetti
- 1999 : Yang Lian
- 2000 : Derek Walcott
- 2001 : Charles Tomlinson
- 2002 : Adunis